# Traité de paix et d'amitié entre les États-Unis et la régence d'Alger
Pour les articles homonymes, voir Traité de paix et d'amitié.
Le traité de paix et d'amitié est un traité signé entre les États-Unis et la régence d'Alger le 5 septembre 1795.

## Contexte

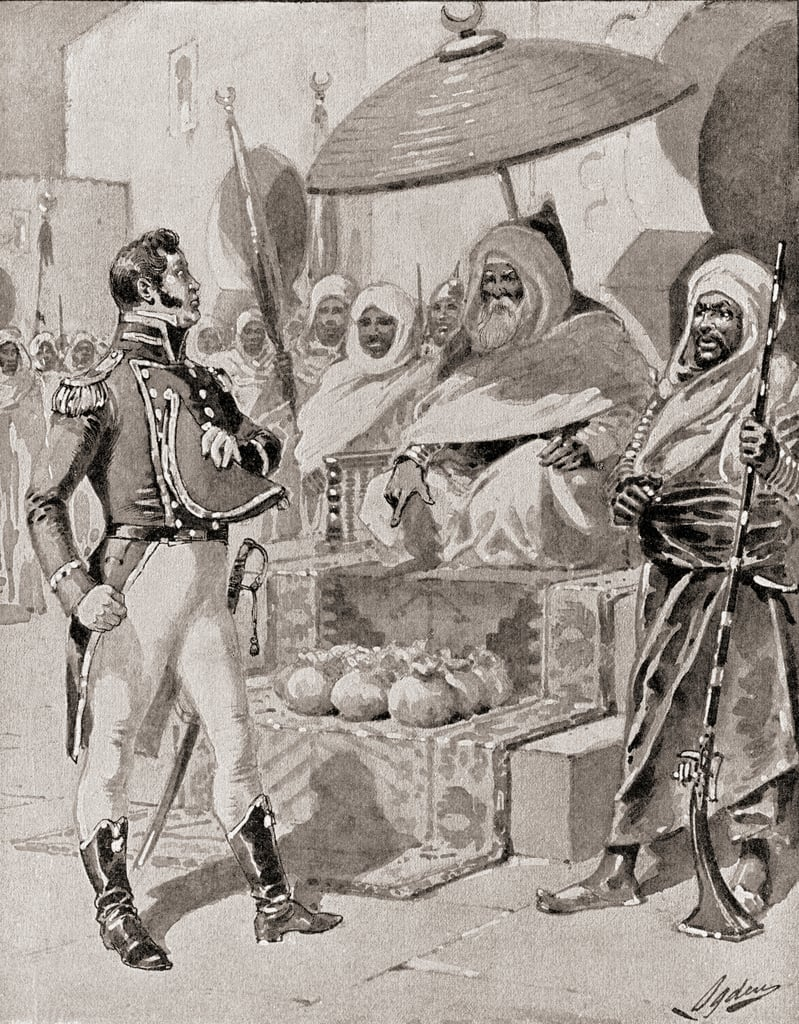
Le capitaine William Bainbridge présente ses respects au dey d'Alger, au nom des États-Unis ; vers 1800.

À la suite de l'indépendance des États-Unis (1776), les navires de commerce américains ne bénéficient plus de la protection des navires de la Royal Navy, ce qui leur pose un problème en Méditerranée. Les navires américains se retrouvent alors à partir de 1785 attaqués par les corsaires de ce que l'Occident appelle alors la Barbarie, correspondant aux provinces ottomanes du Maghreb (actuelles Tunisie, Libye et Algérie). Le Sénat des États-Unis décide de proposer un « traité de paix et d'amitié avec les États de Barbarie », dont un avenant sera paraphé le 5 septembre 1795 à Alger puis de nouveau le 3 janvier 1797. 
Le traité est ratifié a l'unanimité par le Sénat des États-Unis début juin puis signé par John Adams, second président américain, et paraît dans ce qui est le journal officiel américain de l'époque, le Philadelphia Gazette, le 17 juin 1797.

## Tribut
Le gouvernement fédéral des États-Unis devait prélever sur son budget annuellement l'équivalent de 12 000 sequins algériens (soit 21 600 dollars américain, 64 800 francs-or) pour protéger son commerce de la piraterie. Ce tribut-ci fut servi sans interruption jusqu’en 1810, puis le paiement est suspendu en 1811, il doit également fournir une frégate de 32 canons et de trois autres navires :
- frégate Crescent (renommé à Alger El Merikana pour L'Américaine) de 32 canons, concepteur Josiah Fox, lancée 29/06/1797 à Portsmouth, 122 pieds × 32 pieds × 10 pieds 2 pouces[4];
- brick Hassan Bashaw/Hassan Pacha de 22 canons, concepteur Samuel Humphreys, lancé en 1798 à Philadelphie, 275 long ton, 97 pieds ou 93 pieds 2 pouces × 27 pieds × 11 pieds 6 pouces[5];
- goélette Skjoldebrand de 20 canons, concepteur Benjamin Hutton, construit à Philadelphie, 77 pieds 6 pouces × 23 pieds × 10 pieds 6 pouces;
- goélette Lelah Eisha de 18 canons, concepteur Samuel Bowers.

Le traité a été acheté par les États-Unis à un coût estimé à 992 463,25 dollars par le département du Trésor des États-Unis.

## Suites
En 1801, Yusuf Karamanli, le pacha de Tripoli, exigea des États-Unis une augmentation du tribut que les États-Unis versaient. Cette exigence fut repoussée et le dey avec ses alliés de la côte Barbaresque déclarèrent la guerre aux États-Unis le 14 mai 1801.
Le président américain Thomas Jefferson envoie alors des navires de l'United States Navy qui bombardent entre autres les villes de Tripoli et d'Alger et renégocie le traité en 1805.
En avril 2006, la secrétaire d'État américaine Condoleezza Rice offre à Washington une copie de l'original du traité au ministre des Affaires étrangères algérien Mohammed Bedjaoui

### Source
- Slimane Zeghidour, « Quand l'Amérique aimait l'islam... », Geo Histoire, mai 2007